# Tasik Malaya
Tasik Malaya is een bestuurslaag in het regentschap Rejang Lebong van de provincie Bengkulu, Indonesië. Tasik Malaya telt 1153 inwoners (volkstelling 2010).